# Białka (přítok Krztynie)
Białka, nazývaná také Biała nebo Białka Błotna, je potok či řeka v okrese Zawiercie ve Slezském vojvodství v jižním Polsku. Je to levostranný přítok řeky Krztynia z povodí největší polské řeky Visla.

## Popis toku
Białka pramení severovýchodně od vesnice Zdów (gmina Włodowice) na vysočině Wyżyna Częstochowska (Čenstochovská jura) patřící do pohoří Wyżyna Krakowsko-Częstochowska (Krakovsko-čenstochovská jura). Řeka teče převážně východním směrem přes vesnici Zdów. Dále protéká propustkem pod železniční tratí a pokračuje ve gmině Kroczyce, kde protéká umělými vodními nádržemi Zalew Dzibice a za ním má z pravé strany svůj největší přítok potok Wodząca. Pak opět protéká pod železniční tratí a vesnicemi Browarek, Biała Błotna a vtéká do gminy Irządze. Pak poblíž vesnice Zawada Pilicka se zleva vlévá do řeky Krztynia (přítok řeky Pilica), která patří do povodí řeky Visly a úmoří Baltského moře. Délka řeky je 16,79 km.

## Další informace
Białka části svého úseku tvoří hranici skalní oblasti Skały Kroczyckie. Část úseku řeky se nachází na populární turistické trase Szlak Orlich Gniazd.